# Ed Jones
Edward Jones (Dubai, 12 de fevereiro de 1995) é um automobilista britânico nascido nos Emirados Árabes Unidos. Em diferentes pontos de sua carreira, Jones competiu sob as licenças britânica e emiradense. Ele ganhou a temporada da Indy Lights de 2011, pilotando para a Carlin Motorsport, em sua segunda temporada na categoria. Jones começou a competir na IndyCar Series em 2017 pela equipe Dale Coyne Racing. Para a temporada de 2018, ele se mudou para a Chip Ganassi Racing.